# گاوین فینگلسون
گاوین فینگلسون (انگلیسی: Gavin Fingleson؛ زادهٔ ۵ اوت ۱۹۷۶) بازیکن بیس‌بال اهل آفریقای جنوبی است.
وی در مسابقات کشوری و بین‌المللی در مجموع برندهٔ ۱ مدال نقره شده‌است.